# Interação molecular
Interações moleculares são fenômenos que tangem a troca de energia entre moléculas geralmente próximas. Se dão através do campo eletromagnético.
As interações moleculares são genericamente denominadas Forças de Van Der Waals, em homenagem ao físico holandês Johannes Van Der Waals que, em 1873, propôs a existência dessas forças. Essas forças existem em substâncias formadas por moléculas polares e apolares, sendo que, nas apolares, foi descoberta a existência apenas em 1930 por Fritz London.  
Esta Definição é melhor:
As Interações Moleculares são fenómenos que efetuam a troca de energia entre moléculas geralmente próximas. As Interações Moleculares são mais conhecidas por “Forças de Van der Waals”. Mantêm as moléculas unidas nos estados sólido e líquido. Ocorrem em todas as moléculas polares e apolares. Em moléculas apolares ocorrem apenas dipolos momentâneos.
Assinado: João Castro, do Curso Técnico de Termalismo em Coimbra (2020/2021